# Liste des ministres de la Défense de Sao Tomé-et-Principe
Cet article présente une liste des ministres de la Défense et de l'Intérieur de Sao Tomé-et-Principe.
Le ministère de la Défense est souvent regroupé avec celui de l'Intérieur, aussi nommé ministère de l'Ordre intérieur, de l'Administration interne ou de la Sécurité publique. De 2014 à 2016, dans le XVIe gouvernement, dirigé par Patrice Trovoada, les deux portefeuilles sont séparés et celui de la Défense est regroupé avec celui de la Mer.

## Liste
| Portrait                                                                                      | Ministre                                        | Intitulé                                                                          | Mandat           | Mandat           | Parti politique                                                                      | Parti politique                                                               | Gouvernement                                                                                    | Gouvernement                                                                                    |
| --------------------------------------------------------------------------------------------- | ----------------------------------------------- | --------------------------------------------------------------------------------- | ---------------- | ---------------- | ------------------------------------------------------------------------------------ | ----------------------------------------------------------------------------- | ----------------------------------------------------------------------------------------------- | ----------------------------------------------------------------------------------------------- |
|                                                                                               | Daniel Daio                                     | Ministre de la Défense et de la Sécurité nationale                                | ?                | 1982             |                                                                                      |                                                                               |                                                                                                 | Aucun Premier ministre, présidence de Manuel Pinto da Costa                                     |
|                                                                                               | Manuel Pinto da Costa                           |                                                                                   | 1982             | ?                |                                                                                      | Mouvement pour la libération de Sao Tomé-et-Principe                          |                                                                                                 | Aucun Premier ministre, présidence de Manuel Pinto da Costa                                     |
|                                                                                               |                                                 |                                                                                   |                  |                  |                                                                                      |                                                                               |                                                                                                 |                                                                                                 |
|                                                                                               | Alberto Paulino                                 | Ministre de l'Intérieur et de la Sécurité                                         | 31 décembre 1995 | 19 novembre 1996 |                                                                                      |                                                                               |                                                                                                 | IVe Mouvement pour la libération de Sao Tomé-et-Principe – Parti social-démocrate (1996-1999)   |
|                                                                                               | João Quaresma Viegas Bexigas                    | Ministre de la Défense et de l'Ordre intérieur                                    | 19 novembre 1996 | 5 janvier 1999   |                                                                                      | Sans étiquette                                                                |                                                                                                 | Ve Mouvement pour la libération de Sao Tomé-et-Principe – Parti social-démocrate (1996-1999)    |
|                                                                                               |                                                 |                                                                                   |                  |                  |                                                                                      |                                                                               |                                                                                                 |                                                                                                 |
|                                                                                               | Victor Monteiro                                 | Ministre de la Défense et de l'Ordre intérieur                                    | 28 mars 2002     | 7 octobre 2002   |                                                                                      | Mouvement pour la libération de Sao Tomé-et-Principe – Parti social-démocrate |                                                                                                 | VIIe Mouvement pour la libération de Sao Tomé-et-Principe – Parti social-démocrate (2002)       |
|                                                                                               | Fernando Daqua                                  | Ministre de la Défense                                                            | 7 octobre 2002   | 1er août 2003    |                                                                                      |                                                                               | VIIIe Mouvement pour la libération de Sao Tomé-et-Principe – Parti social-démocrate (2002-2003) |                                                                                                 |
|                                                                                               | Óscar Sousa                                     | Ministre de la Défense et de l'Ordre intérieur                                    | 9 août 2003      | 22 juin 2008     |                                                                                      |                                                                               | VIIIe Mouvement pour la libération de Sao Tomé-et-Principe – Parti social-démocrate (2002-2003) |                                                                                                 |
| IXe Mouvement pour la libération de Sao Tomé-et-Principe – Parti social-démocrate (2004-2005) | Óscar Sousa                                     | Ministre de la Défense et de l'Ordre intérieur                                    | 9 août 2003      | 22 juin 2008     |                                                                                      |                                                                               |                                                                                                 |                                                                                                 |
| Xe Mouvement pour la libération de Sao Tomé-et-Principe – Parti social-démocrate (2005-2006)  | Óscar Sousa                                     | Ministre de la Défense et de l'Ordre intérieur                                    | 9 août 2003      | 22 juin 2008     |                                                                                      |                                                                               |                                                                                                 |                                                                                                 |
|                                                                                               | Óscar Sousa                                     | Ministre de la Défense et de l'Ordre intérieur                                    | 9 août 2003      | 22 juin 2008     | XIe Mouvement pour les forces de changement démocratique - Parti libéral (2006-2008) |                                                                               |                                                                                                 |                                                                                                 |
|                                                                                               | Óscar Sousa                                     | Ministre de la Défense et de l'Ordre intérieur                                    | 9 août 2003      | 22 juin 2008     | XIIe Action démocratique indépendante (2008)                                         |                                                                               |                                                                                                 |                                                                                                 |
|                                                                                               | Elsa Pinto                                      | Ministre de la Défense nationale                                                  | 22 juin 2008     | 14 août 2010     |                                                                                      | Mouvement pour la libération de Sao Tomé-et-Principe – Parti social-démocrate |                                                                                                 | XIIIe Mouvement pour la libération de Sao Tomé-et-Principe – Parti social-démocrate (2008-2010) |
|                                                                                               | Raul Antonio Da Costa Cravid                    | Ministre de l'Intérieur, de l'Administration territoriale et de la Défense civile | 22 juin 2008     | 14 août 2010     |                                                                                      | Mouvement pour les forces de changement démocratique - Parti libéral          |                                                                                                 | XIIIe Mouvement pour la libération de Sao Tomé-et-Principe – Parti social-démocrate (2008-2010) |
|                                                                                               | Carlos Olímpio Stock                            | Ministre de la Défense et de la Sécurité publique                                 | 14 août 2010     | 5 décembre 2012  |                                                                                      |                                                                               |                                                                                                 | XIVe Action démocratique indépendante (2010-2012)                                               |
|                                                                                               | Óscar Sousa                                     | Ministre de la Défense et de l'Ordre intérieur                                    | 12 décembre 2012 | 24 novembre 2014 |                                                                                      | Mouvement pour la libération de Sao Tomé-et-Principe – Parti social-démocrate |                                                                                                 | XVe Mouvement pour la libération de Sao Tomé-et-Principe – Parti social-démocrate (2012-2014)   |
|                                                                                               | Carlos Olímpio Stock                            | Ministre de la Défense et de la Mer                                               | 25 novembre 2014 | 18 octobre 2016  |                                                                                      |                                                                               |                                                                                                 | XVIe Action démocratique indépendante (2014-2018)                                               |
|                                                                                               | Arlindo Ramos                                   | Ministre de l'Administration interne                                              | 25 novembre 2014 | 18 octobre 2016  |                                                                                      | Action démocratique indépendante                                              |                                                                                                 | XVIe Action démocratique indépendante (2014-2018)                                               |
| Ministre de la Défense et de l'Administration interne                                         | Arlindo Ramos                                   | 18 octobre 2016                                                                   | 3 décembre 2018  |                  |                                                                                      | Action démocratique indépendante                                              |                                                                                                 | XVIe Action démocratique indépendante (2014-2018)                                               |
|                                                                                               | Óscar Sousa                                     | Ministre de la Défense et de l'Ordre intérieur                                    | 3 décembre 2018  | août 2021        |                                                                                      | Mouvement pour la libération de Sao Tomé-et-Principe – Parti social-démocrate |                                                                                                 | XVIIe Mouvement pour la libération de Sao Tomé-et-Principe – Parti social-démocrate (2018-2022) |
|                                                                                               | Jorge Bom Jesus (Premier ministre, par intérim) |                                                                                   | août 2021        | 2 février 2022   |                                                                                      | Mouvement pour la libération de Sao Tomé-et-Principe – Parti social-démocrate |                                                                                                 | XVIIe Mouvement pour la libération de Sao Tomé-et-Principe – Parti social-démocrate (2018-2022) |
|                                                                                               | Jorge Amado                                     | Ministre de la Défense nationale                                                  | 2 février 2022   | en cours         |                                                                                      | Mouvement pour la libération de Sao Tomé-et-Principe – Parti social-démocrate |                                                                                                 | XVIIe Mouvement pour la libération de Sao Tomé-et-Principe – Parti social-démocrate (2018-2022) |
| Ministre de la Défense et de l'Administration interne                                         | Jorge Amado                                     |                                                                                   | 2 février 2022   | en cours         | XVIIIe Action démocratique indépendante (depuis 2022)                                | Mouvement pour la libération de Sao Tomé-et-Principe – Parti social-démocrate |                                                                                                 |                                                                                                 |